# Кам'яниця Гайслярівська
Кам'яниця Гайслярівська — житловий будинок на Площі Ринок, 11 у Львові, пам'ятка архітектури.49°50′29″ пн. ш. 24°01′58″ сх. д. / 49.841358° пн. ш. 24.032722° сх. д.

## Історія
Будинок був збудований у 1899—1900 роках.

## Архітектура
Будинок цегляний, тинькований, прямокутний в плані, чотириповерховий.
Фасади вирішені в стилі класицизму, прикрашені ліпними гірляндами, пілястрами, що обрамляють вікна.
Балкон з ажурною металевою решіткою підтримують декоративні кронштейни. Будівлю увінчує розвинутий карниз із модульонами.